# Сперр (лунный кратер)
Кратер Сперр (лат. Spurr) — остатки небольшого ударного кратера в северо-западной части Болота Гниения на видимой стороне Луны. Название присвоено в честь американского геолога Джозайи Эдуарда Сперра (1870—1950) и утверждено Международным астрономическим союзом в 1973 г.

## Описание кратера

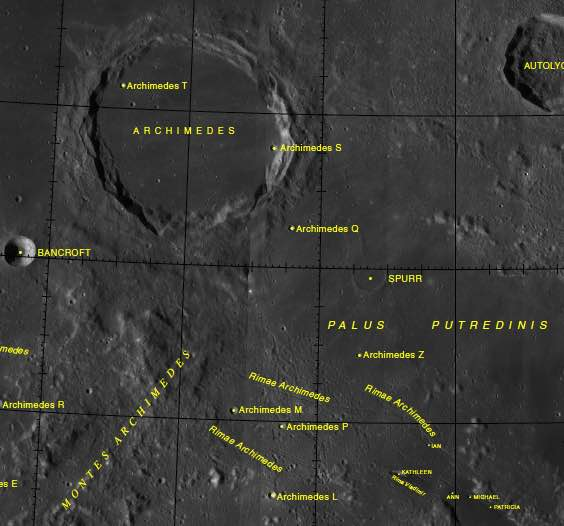
Окрестности кратера Сперр. Фрагмент карты LAC-41.

Ближайшими соседями кратера Сперр являются кратер Архимед на северо-западе; кратер Автолик на северо-востоке и маленький кратер Ян на юге-юго-востоке. На западе-юго-западе от кратера находятся горы Архимед; на севере Залив Лунника; на востоке северная оконечность гор Апеннины; на юге борозды Архимеда. Селенографические координаты центра кратера 27°55′ с. ш. 1°16′ з. д. / 27,91° с. ш. 1,27° з. д., диаметр 13,2 км, глубина 100 м.
Кратер Сперр имеет циркулярную форму и почти полностью разрушен. Северная половина вала практически сравнялась с поверхностью Болота Гниения едва выделяясь на местности. Южная половина вала сглажена , в южной оконечности имеет седловатое понижение. Восточная часть южной половины вала достигает высоты 180 м над окружающей местностью, западная – 245 м.
Чаша кратера затоплена лавой и испещрена множеством мелких кратеров.
До получения собственного наименования в 1973 г. кратер имел обозначение Архимед K (в системе обозначений так называемых сателлитных кратеров, расположенных в окрестностях кратера, имеющего собственное наименование).

## Сателлитные кратеры
Отсутствуют.

## См.также
- Список кратеров на Луне
- Лунный кратер
- Морфологический каталог кратеров Луны
- Планетная номенклатура
- Селенография
- Минералогия Луны
- Геология Луны
- Поздняя тяжёлая бомбардировка